# Енгурес
Озеро Енгурес (латис. Engures ezers) — озеро в західній частині Латвії, в округу Талсі. Це третє за величиною озеро в країні після Лубанського озера і озера Разнас.
Озеро Енгуре є стародавньою морською лагуною, яка відокремлена від моря 1,5 — 2,5 км широкою смугою піску з дюнами. Озеро має штучний відтік — канал Мерсрага, виритий в 1842 році — в основному, зарослий очеретом, і в ньому водиться 16 видів риб.
Все озеро і його околиці були включені в Природний парк «Енгуре» з 1999 року, хоча перший природний заповідник був створений тут в 1957 році і мав плавучу підставу для орнітологів. Озеро було включено в Рамсарський список водно-болотних угідь міжнародного значення в 1995 році.